# 1421.
◄ | 14. stoljeće | 15. stoljeće | 16. stoljeće | ►
◄ | 1390-ih | 1400-ih | 1410-ih | 1420-ih | 1430-ih | 1440-ih | 1450-ih | ►
◄◄ | ◄ | 1418. | 1419. | 1420. | 1421. | 1422. | 1423. | 1424. | ► | ►►
Arhitektura • Astronomija • Glazba • Knjige • Književnost • Kršćanstvo • Medicina • Pravo • Promet • Slikarstvo • Znanost

## Rođenja
- 6. prosinca – Henrik VI., kralj Engleske i Francuske († 1471.)

## Vanjske poveznice
|  | Zajednički poslužitelj ima još gradiva o temi 1421. |